# كهريزة محمود أقا (أختاتشي)
کهریزة محمود أقا (بالفارسية: کهریزه‌محموداقا) هي قرية تقع في إيران في قسم أختاتشي الريفي. يقدر عدد سكانها بـ 1,187 نسمة .